# ربادیوساید آ
ربادیوساید آ (انگلیسی: Rebaudioside A) نوعی گلوسید موجود در استه‌ویول است که حدود ۲۰۰ برابر شیرین‌تر از شکر است.
این گلوسید تنها دارای ۴ مولکول گلوکز است.